# Стара-Загора (община)
Ста́ра-Заго́ра (болг. Община Стара Загора) — община в Болгарии. Входит в состав Старозагорской области. Население составляет 174 017 человек (на 15 сентября 2010 года).
Община Стара-Загора занимает территорию площадью 1019,4 км², в восточной части горной системы Средна-Гора (горный массив Сырнена-Средна-Гора) и в Верхнефракийской низменности.
Средняя высота над уровнем моря в общине Стара-Загора — 357 м, в равнинной части общины — 150…180 м, а горной части высота достигает 895 м (вершина Морулей). Административный центр области и общины — город Стара-Загора расположен на высоте 169 м.
Кмет (мэр) общины Стара-Загора — профессор Светлин Танчев (от партии «Граждане за европейское развитие Болгарии (ГЕРБ)») по результатам выборов в правление общины 2007 года.

## Состав общины
В состав общины входят следующие населённые пункты:
1. Арнаутито
2. Бенковски
3. Богомилово
4. Борилово
5. Борово
6. Братя-Кунчеви
7. Быдеште
8. Воденичарово
9. Горно-Ботево
10. Дылбоки
11. Еленино
12. Елхово
13. Загоре
14. Змеёво
15. Казанка
16. Калитиново
17. Калояновец
18. Кирилово
19. Козаревец
20. Колена
21. Ловец
22. Лозен
23. Люляк
24. Лясково
25. Маджерито
26. Малка-Верея
27. Малко-Кадиево
28. Михайлово
29. Могила
30. Ново-Село
31. Оряховица
32. Остра-Могила
33. Памукчии
34. Петрово
35. Плоска-Могила
36. Подслон
37. Преславен
38. Пряпорец
39. Пшеничево
40. Пыстрово
41. Ракитница
42. Руманя
43. Самуилово
44. Сладык-Кладенец
45. Стара-Загора
46. Старозагорски-Бани
47. Стрелец
48. Сулица
49. Хан-Аспарухово
50. Християново
51. Хриштени